# Uwe Messerschmidt
Uwe Messerschmidt (ur. 22 stycznia 1962 w Schwäbisch Gmünd) – niemiecki kolarz torowy i szosowy reprezentujący także RFN, srebrny medalista olimpijski oraz srebrny medalista torowych mistrzostw świata.

## Kariera
Pierwszy sukces w karierze Uwe Messerschmidt osiągnął w 1980 roku, kiedy zdobył złoty medal w wyścigu punktowym podczas mistrzostw świata juniorów. Cztery lata później wziął udział w igrzyskach olimpijskich w Los Angeles, gdzie w tej samej konkurencji wywalczył srebrny medal, ulegając jedynie Rogerowi Ilegemsowi z Belgii. W wyścigu punktowym zdobył jeszcze jeden medal na arenie międzynarodowej - na mistrzostwach świata w Wiedniu w 1987 roku ponownie był drugi. Wyścig ten wygrał Marat Ganiejew z ZSRR, a trzecie miejsce zajął Francuz Pascal Lino. Brał również udział w igrzyskach olimpijskich w Seulu w 1988 roku, gdzie rywalizację w swojej koronnej konkurencji zakończył na szóstej pozycji. Messerschmidt startował także w wyścigach szosowych, ale nie osiągnął większych sukcesów. Wielokrotnie zdobywał za to medale torowych mistrzostw kraju, przy czym dziewięciokrotnie zwyciężał.